# El Monte, Chile
El Monte este un oraș și comună din provincia Talagante, regiunea Metropolitană Santiago, Chile, cu o populație de 26.459 locuitori (2012) și o suprafață de 118,1 km2.